# افرايم غراهام
افرايم غراهام (بالإنجليزية: Ephraim Graham)‏ هو متسابق الحدث أمريكي، ولد في 10 أغسطس 1888 في ناشفيل في الولايات المتحدة، وتوفي في 23 ديسمبر 1962 في Fort Sam Houston ‏ في الولايات المتحدة.

## وصلات خارجية
- افرايم غراهام على موقع اللجنة الأولمبية الدولية (الإنجليزية)
- افرايم غراهام على موقع أوليمبيديا (الإنجليزية)